# Коптяки (разъезд)
Коптяки́ — разъезд Свердловской железной дороги на линии Гороблагодатская — Серов (бывшая Богословская железная дорога). Разъезд расположен в Новолялинском районе Свердловской области России, близ села Коптяки, к востоку от проходящей параллельно железнодорожной ветке автодороги регионального значения Р352 Екатеринбург — Нижний Тагил — Серов.
Железнодорожный разъезд располагается в лесной чаще, среди живописной берёзовой рощи, имеет один посадочный пассажирский перрон для электропоездов обоих направлений. При разъезде есть небольшое деревянное одноэтажное станционное здание постройки начала XX века, выполняющее функцию администрации, а также комплекс хозяйственных построек и навес доя пассажиров на перроне. Разъезд был открыт в составе построенной в 1906 году Богословской железной дороги. Он служит для разъезда поездов и сортировки грузовых составов, а также обслуживает жителей близлежащих населённых пунктов, рыбаков, грибников, ягодников, туристов и железнодорожников.
Через разъезд Коптяки транзитом следуют поезда дальнего следования Пермь — Приобье и Екатеринбург — Приобье. Осуществляется пригородное сообщение: ходят поезда Нижний Тагил — Верхотурье, Нижний Тагил — Нижняя Тура и Нижний Тагил — Серов.